# Lampris
Lampris (gr., "brillant") és un gènere de peixos teleostis de l'ordre Lampriformes conegut com a opah, peix sol, peix rei, peix lluna (però no s'ha de confondre amb Molidae). És un peix pelàgic, gran i de colors vius.
Rarament es capturen exemplars, és més, té un escàs valor comercial, malgrat que són usats com a trofeus per a alguns pescadors esportius de profunditats ja que la seva gran mida i forma atractiva es presta bé a la taxidèrmia.
Ocasionalment la indústria de la tonyina en captura pel mètode de palangre i són preparats com sashimi, així com rostits i fumats. La seva carn (malgrat ser fibrosa i dura de tallar) té un sabor moderat i és apreciat a causa d'això, especialment en Hawaii, on incrementa l'interès dels restaurants en la seva introducció al sector alimentari. En mitjana el 35% del pes corporal d'un opah és utilitzat per al consum humà.
Lampris guttatus, és el primer peix que s'ha descobert que manté la sang calenta a tot el seu cos; tot i que hi ha d'altres peixos que tenen la capacitat de regular-la per escalfar parts de la seva anatomia.

## Taxonomia
Del es coneixen solament dues espècies:
- Lampris guttatus - es troba en les aigües tropicals temperades de tots els oceans del món,
- Lampris immaculatus - té una distribució circumdant a l'oceà Antàrtic, amb el paral·lel 34º com el seu límit nord.